# Uperoleia rugosa
Az Uperoleia rugosa a kétéltűek (Amphibia) osztályának békák (Anura) rendjébe, a Myobatrachidae családba, azon belül az Uperoleia nembe tartozó faj.

## Előfordulása
Ausztrália endemikus faja. Az ország keleti területein, Queensland állam délkeleti részén, Új-Dél-Wales északkeleti és középső részeinek 
partmenti és a Nagy-Vízválasztó-hegységtől nyugatra eső szárazföldi területeien honos. Elterjedési területének mérete nagyjából 963 500 km².

## Megjelenése

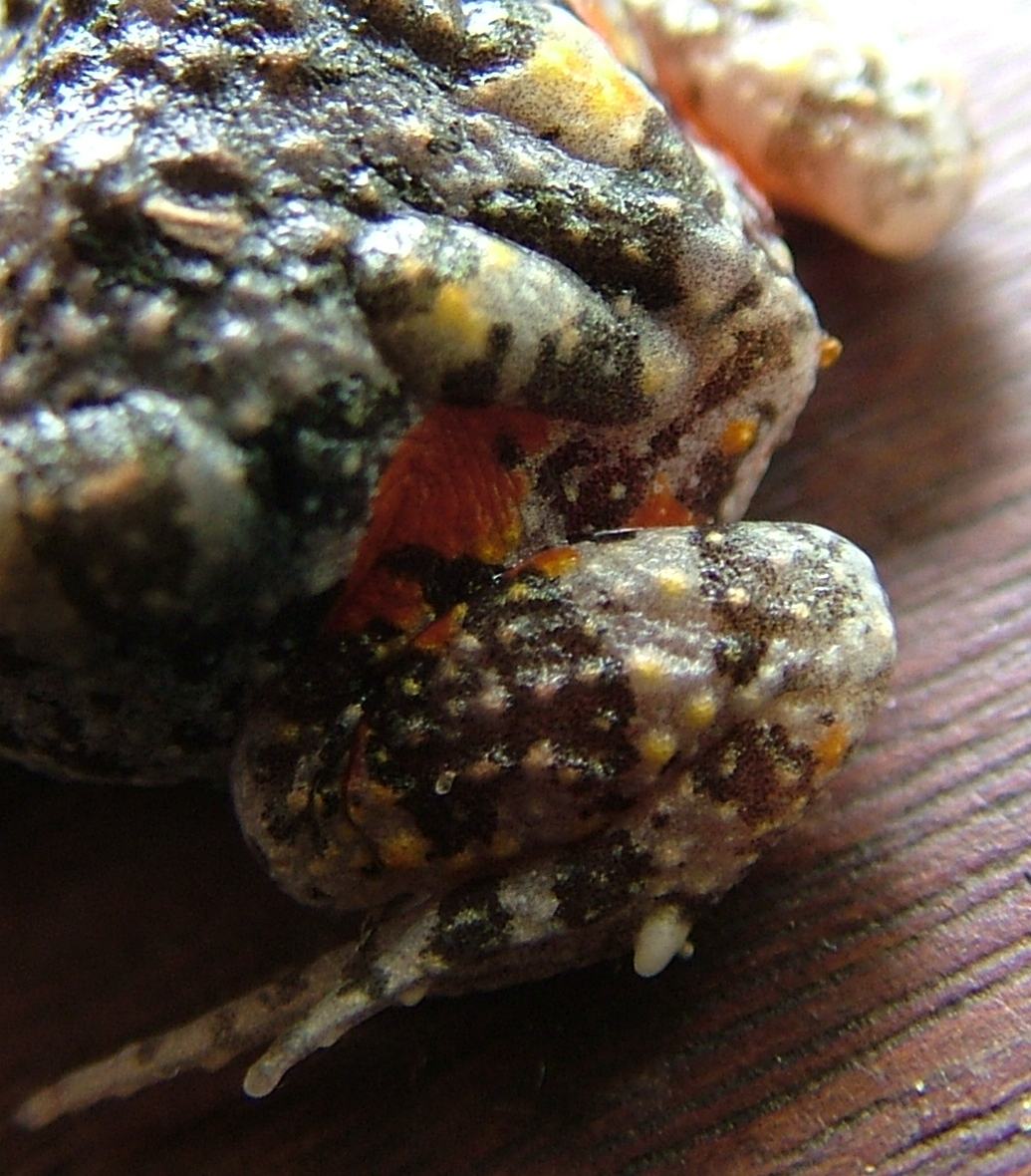
Combjának mintázata

Kis termetű békafaj, testhossza elérheti a 3 cm-t. Háta barna vagy szürke, a hát alsó részén és a vállakon sötétbarna foltokkal. A szemek között néha egy V alakú jelölés található. A hasa középen világos szürke, a karok és lábak alsó felszíne közelében halvány rózsaszínű, apró fehér pöttyökkel borítva. A hímek torka sötétszürke, majdnem fekete. A karok és a combok alsó felülete halvány rózsaszínű. Pupillája rombusz alakú, a szivárványhártya aranyszínű. Az ágyék és a combok elülső és hátsó része élénk vörös. Ujjai között úszóhártya van, ujjai végén nincsenek korongok. A vállakon lévő parotoid mirigyek gyakran két barna vagy homokszínű foltnak tűnnek.

## Életmódja
Tavasztól őszig szaporodik. A petéket egyenként rakja le a növényzetre, a tó vízfelszíne alá, valamint a füves területeken és az utak közelében lévő, ideiglenesen elöntött árkokba. Az ebihalak hossza elérheti a 3,5 cm-t, sötétbarna színűek. Gyakran a víztestek alján maradnak, és körülbelül két hónapig tart, amíg békává fejlődnek.

## Természetvédelmi helyzete
A vörös lista a nem fenyegetett fajok között tartja nyilván. Populációja csökkenő, nem fragmentált, több természetvédelmi területen is megtalálható.